# Amblyothele albocincta
Amblyothele albocincta là một loài nhện trong họ Lycosidae.
Loài này thuộc chi Amblyothele. Amblyothele albocincta được Eugène Simon miêu tả năm 1910.